# Oranje (Fluss)
Der Oranje (englisch Orange) ist mit 2160 Kilometern nach dem Sambesi der zweitlängste Fluss im südlichen Afrika. Er fließt durch Lesotho und Südafrika. Gemäß dem Helgoland-Sansibar-Vertrag bildet an seinem Unterlauf das Nordufer die Grenze zwischen Südafrika und Namibia. Die namibische Verfassung beschreibt im Gegensatz dazu mit Artikel 1 Absatz 4 die Flussmitte als Staatsgrenze, was von Südafrika jedoch nicht anerkannt wird.
In Lesotho wird der Fluss Senqu [ˈsɛ/ᵑǃu] genannt, in Südafrika auch Gariep, in Namibia Orange; auch in Atlanten wird manchmal die englische Bezeichnung Orange verwendet.

## Flusslauf
Der Oranje entspringt als Senqu im Hochland von Lesotho und fließt von dort aus durch die Plateaulandschaften der Drakensberge in westlicher Richtung durch Südafrika. Nach Austritt aus dem Hügelland etwa auf der halben Strecke seines Laufes vereinigt er sich mit dem Vaal, seinem weitaus größten Nebenfluss, der etwa 200 Kilometer länger ist als der bis hierhin oft auch Oberer Oranje genannte Hauptfluss. Die Wasserführung des Vaal beträgt jedoch nur rund 57 % des Oranje. Kurz vor Erreichen der Grenze zu Namibia hat sich der Oranje tief in das Gestein eingegraben und bildet dort, in der Nähe der Stadt Upington, die berühmten Augrabiesfälle als Zentrum des Nationalparks Augrabies Wasserfälle. Auf den weiteren 500 Kilometern Länge bildet er die Grenze zwischen Namibia und Südafrika. Dabei durchquert er den ǀAi-ǀAis Richtersveld Transfrontier ParkKlicklaut. Bei Oranjemund mündet der Oranje in den Atlantischen Ozean, wo er einen lagunenartigen Ästuar bildet, der als „Ramsar-Schutzgebiet“ ausgewiesen ist.
Der Oranje transportiert seit vorgeschichtlicher Zeit große Mengen Sand aus dem Landesinneren in das Mündungsgebiet im Südatlantik. Dort wird der Sand durch den Benguelastrom und den ständigen Südwestwind an die namibische Küste getrieben und zum Ausgangspunkt der Dünenbildung in der Namib. Daher wird der Oranje als der „Vater der Namib“ bezeichnet.

## Bedeutende Nebenflüsse
- Kraai River
- Caledon
- Vaal
- Molopo (kein Oberflächenabfluss)
- Fischfluss (Rivier)

## Hydrometrie
Ähnlich dem Nil, durchfließt der Oranje auf einem langen Stück Wüstenklima. Entsprechend nimmt sein ohnehin schon im Verhältnis zur Größe seines Einzugsgebietes vergleichsweise niedriger Abfluss durch Verdunstung und Bewässerung auf seinem Weg weiter stetig ab. So wurde zum Beispiel am Pegel Irene bei etwa einem Drittel des Einzugsgebietes der vierfache durchschnittliche Abfluss gemessen, im Gegensatz zum Abfluss an der Mündung.
Die Abflussmenge des Oranje River wurde am Pegel Irene über die Jahre 1989 bis 2021, beim knapp einem Drittel seines Einzugsgebietes in m³/s gemessen.

## Einzugsgebiet
Das Einzugsgebiet des Oranje erstreckt sich über 4 Länder. Je nach Quelle und Messverfahren wird das Einzugsgebiet mit Werten zwischen 0,896 und 1 Mio. km² angegeben. Dabei teilt sich das Einzugsgebiet des Oranje wie folgt auf (ausgehend von 1 Mio. km²):
| Staaten            | Einzugsgebiet der Landesfläche in [km²] | Prozent der Fläche des Einzugsgebiets | Prozent der Landesfläche | Niederschlag in [mm/a] |
| ------------------ | --------------------------------------- | ------------------------------------- | ------------------------ | ---------------------- |
| Botswana           | 120.000                                 | 12                                    | 20,6                     | 295                    |
| Republik Südafrika | 600.000                                 | 60                                    | 49,1                     | 365                    |
| Lesotho            | 30.000                                  | 3                                     | 100                      | 755                    |
| Namibia            | 250.000                                 | 25                                    | 30,3                     | 185                    |
| Gesamt             | 1.000.000                               | 100                                   |                          | 325                    |

Das Untereinzugsgebiet des Molopo, das sich bis Botswana erstreckt, wird auf manchen Karten nicht als Teil des Oranje Einzugsgebiet dargestellt. Grund hierfür ist, dass es keinen Oberflächenabfluss aus dem Molopo gibt.

## Klima

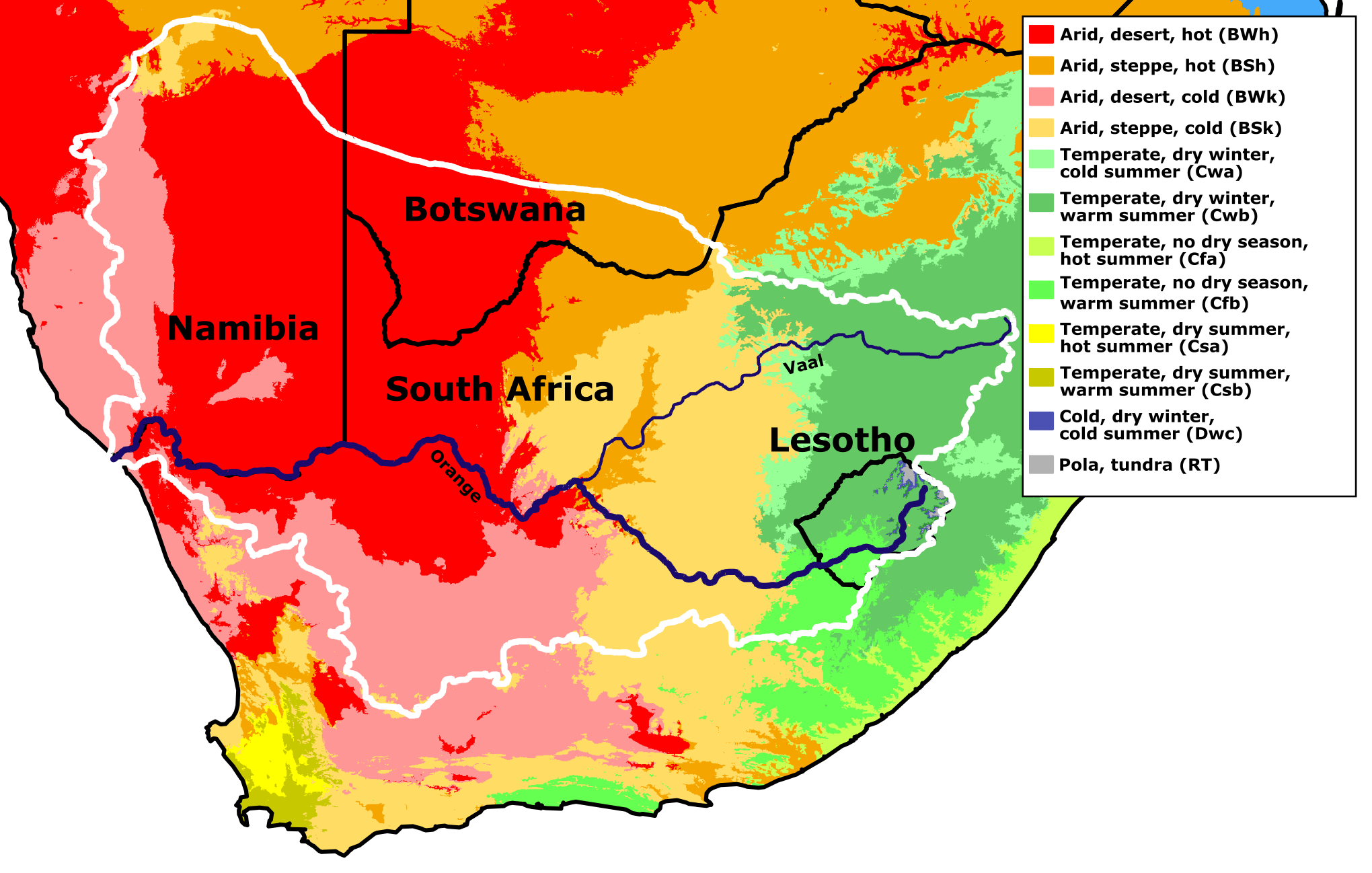
Die Klimabedingungen im Einzugsgebiet des Oranje

Der Oranje ist ein so genannter Fremdlingsfluss. Das bedeutet, er entspringt in feuchtem, und durchfließt trockenes Gebiet. Die Niederschlagsverhältnisse im gesamten Oranje Einzugsgebiet sind sehr unterschiedlich. Sie reichen von unter 50 bis über 2000 mm pro Jahr. Der Oranje hat seine Quellen in den niederschlagsreicheren Höhenlagen des Stufenlandes der Drakensberge (Drakensberg Escarpment) und fließt im weiteren Verlauf durch aride Gebiete zu seiner Mündung. Durch die intensive Nutzung und die starke Verdunstung nimmt sein Abfluss dabei stetig ab.

## Wirtschaftliche Bedeutung
Der Fluss ist die Basis für eine ausgedehnte Bewässerungslandwirtschaft sowohl in Südafrika als auch in Namibia. Vor allem für den Weinbau, aber auch für die Fischerei, die Versorgung des Großraumes Johannesburg mit Trinkwasser, und auch für teils umstrittene Projekte zur Stromerzeugung ist er von großer Bedeutung. Ein Nebenfluss des Oranje speist die Katse-Talsperre in Lesotho, der Oranje selbst speist den größten Stausee Südafrikas, den Gariep-Stausee. Wegen der intensiven Nutzung des Wassers beträgt seine aktuelle Wasserführung mit rund 175 m³/s nur etwa 47 % des natürlichen Abflusses. Der Oranje ist nicht schiffbar, wird aber wegen seiner langsamen Strömung für touristische Kanu- und Schlauchbootfahrten genutzt.
Am Unterlauf des Flusses, in der Talweitung um Vioolsdrift, entwickelte sich aus sehr kleinen wasserwirtschaftlichen Bauten der Landwirte nach 1945 ein Bewässerungsgebiet. Diese Region zählt zu den sehr trockenen und niederschlagsärmsten Gebieten in Südafrika.
Über Jahrmillionen wurden auch Diamanten aus der Region um das südafrikanische Kimberley in den Ozean mitgeführt, von wo aus sie mit der Meeresströmung nordwärts an die Dünen der Namib geschwemmt wurden. Dieses Gebiet, zu dem auch Oranjemund zählt, ist daher heute großflächig Diamantensperrgebiet.

## Historische Bedeutung
Gemeinsam mit dem Vaal bildete der Oranje die Außengrenzen der unabhängigen Burenrepublik Oranje-Freistaat. Diese burischen Besitzungen hatten die Briten 1852 in der Sand River Convention garantiert; sie bestanden bis zum Frieden von Vereeniging 1902, der den Zweiten Burenkrieg beendete.

## Galerie
Die Bilderabfolge zeigt den Flusslauf in Abflussrichtung aus den Lesotho Highlands bis zu seiner Mündung.

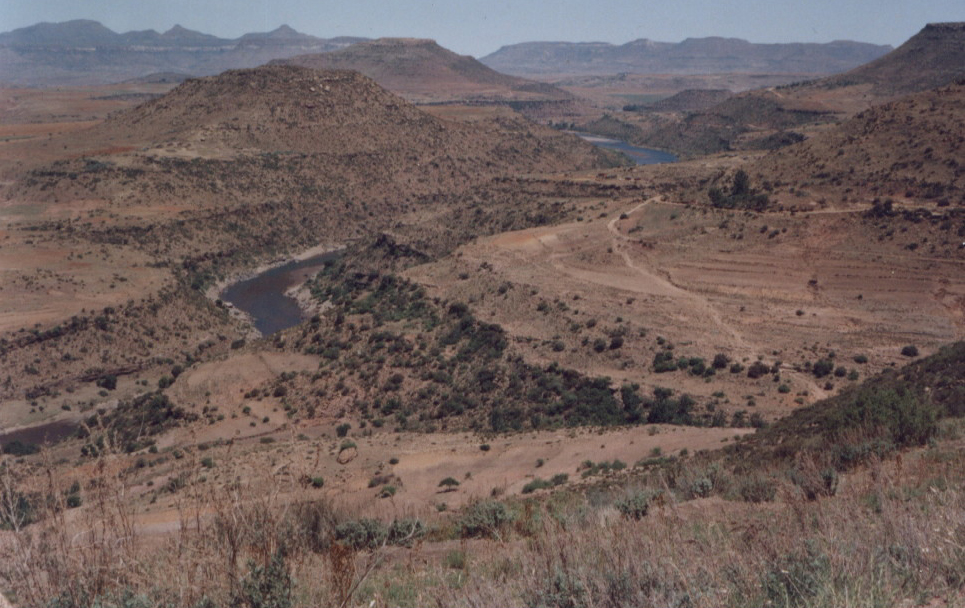
Als Senqu River bei Masitise im Distrikt Quthing (Lesotho)
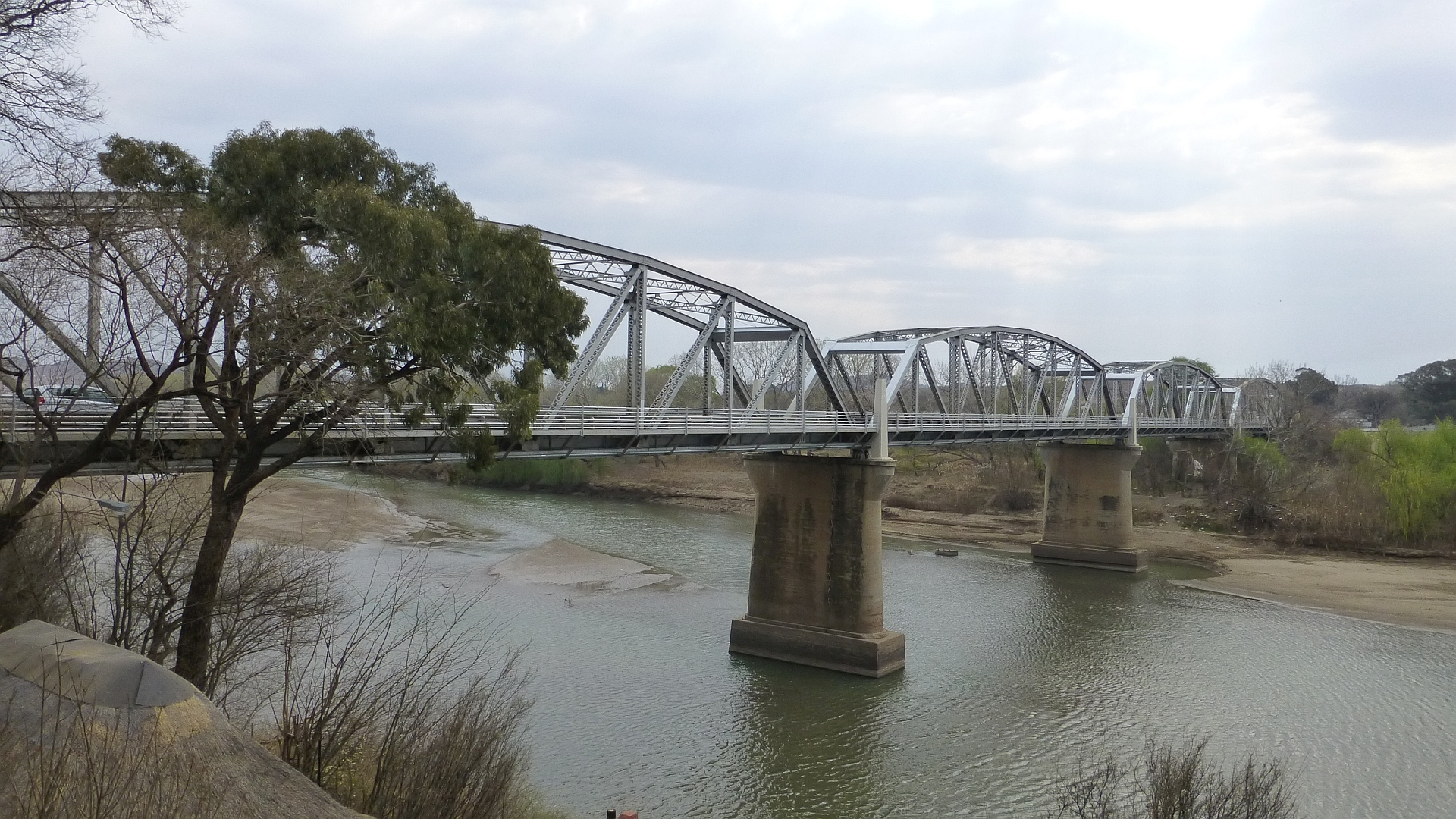
General-Hertzog-Brücke bei Aliwal North
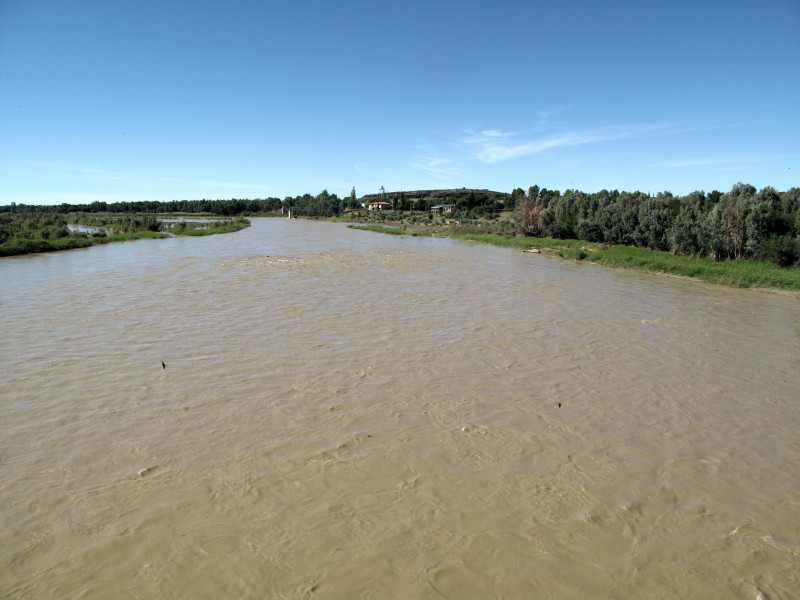
Flusslauf bei Prieska
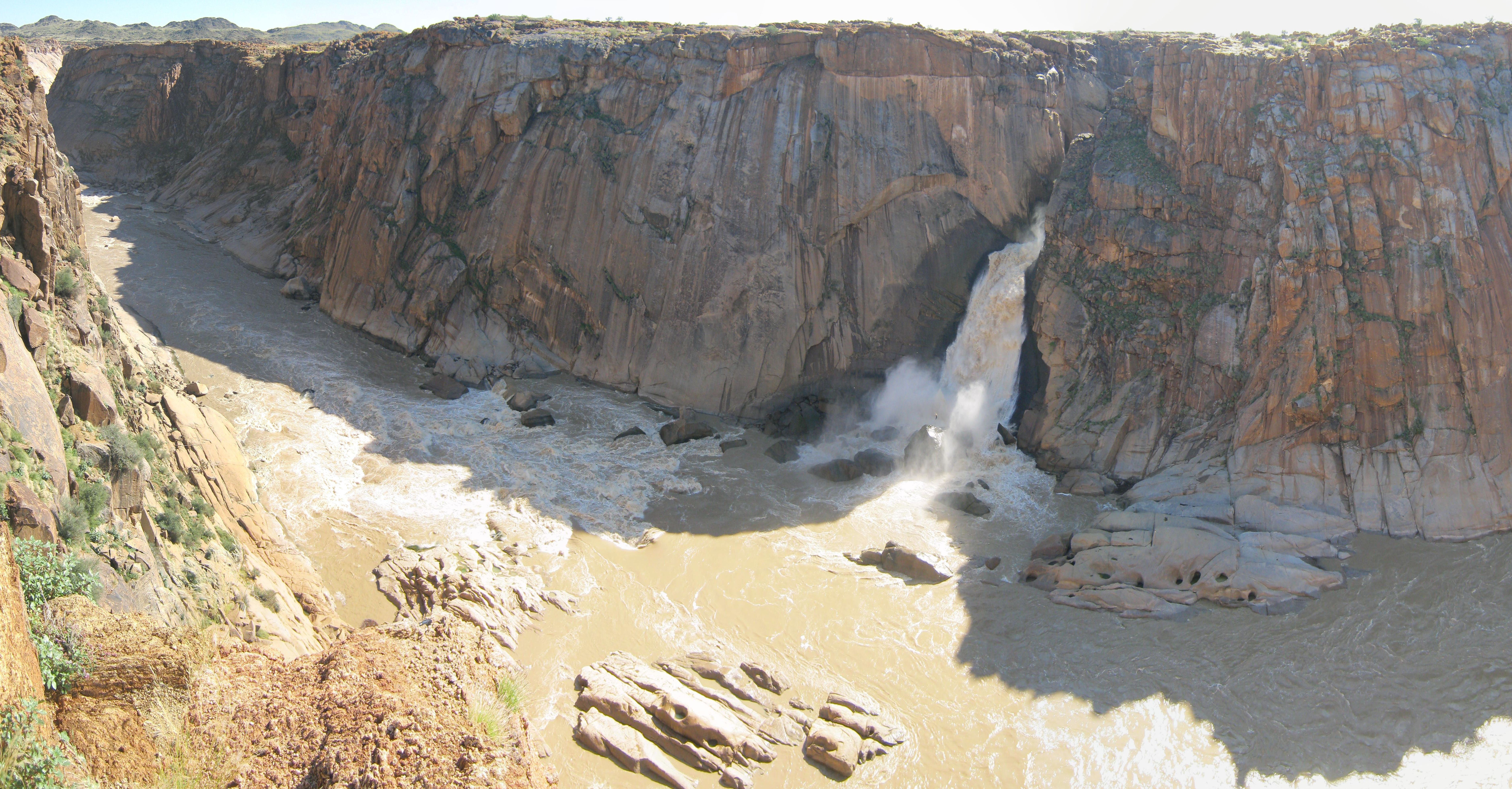
Felsschlucht mit Nebenfluss unweit der Augrabiesfälle
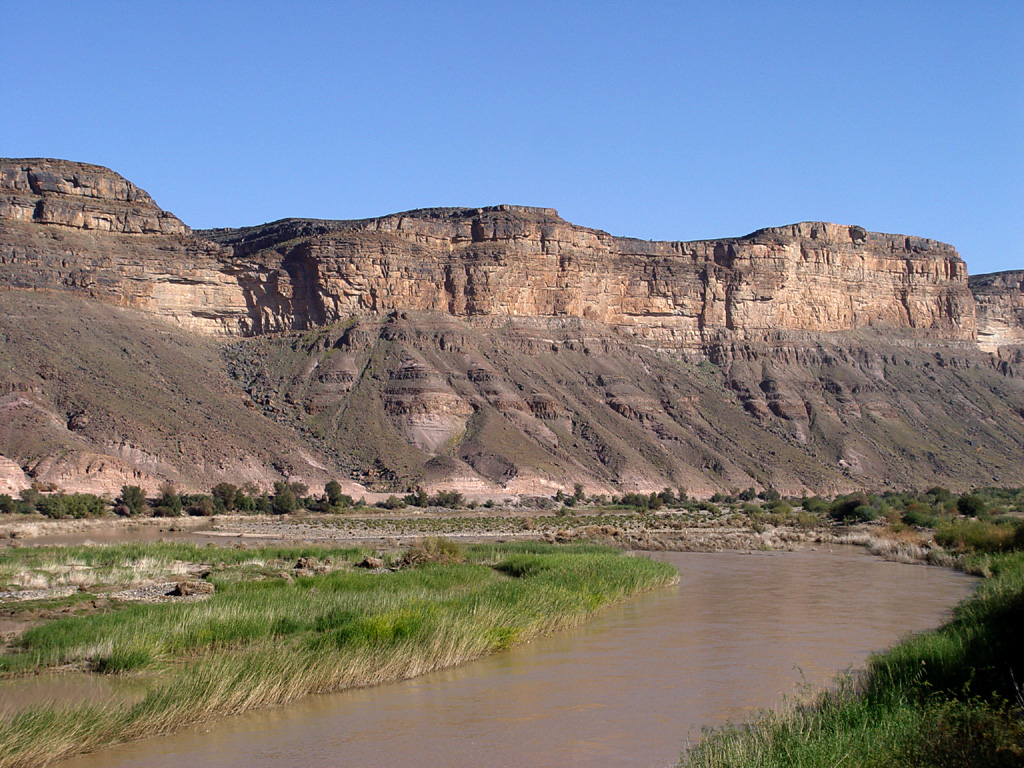
Flusslauf an der Grenze von Südafrika und Namibia bei Vioolsdrift
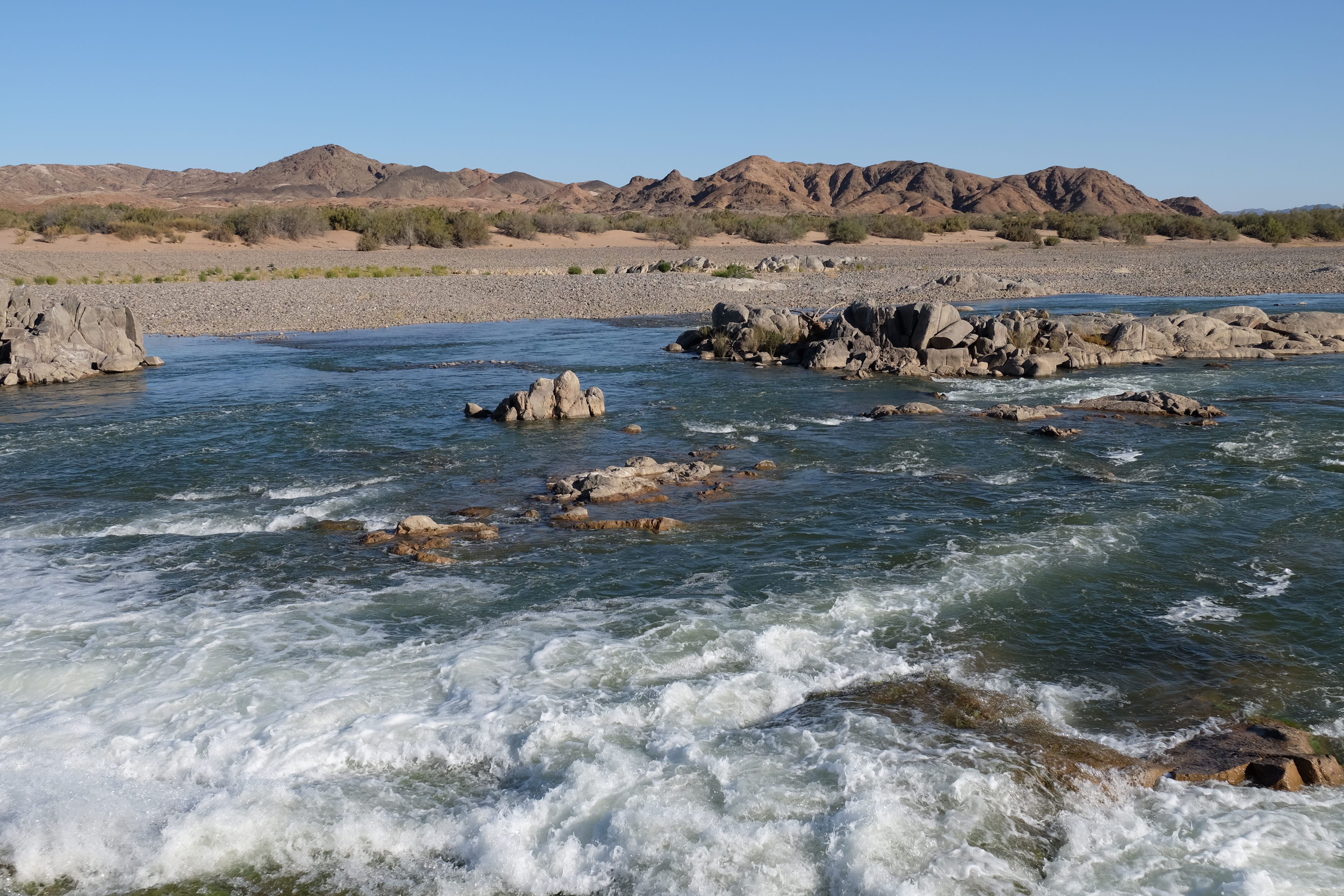
Flusslauf südlich von Rosh Pinah
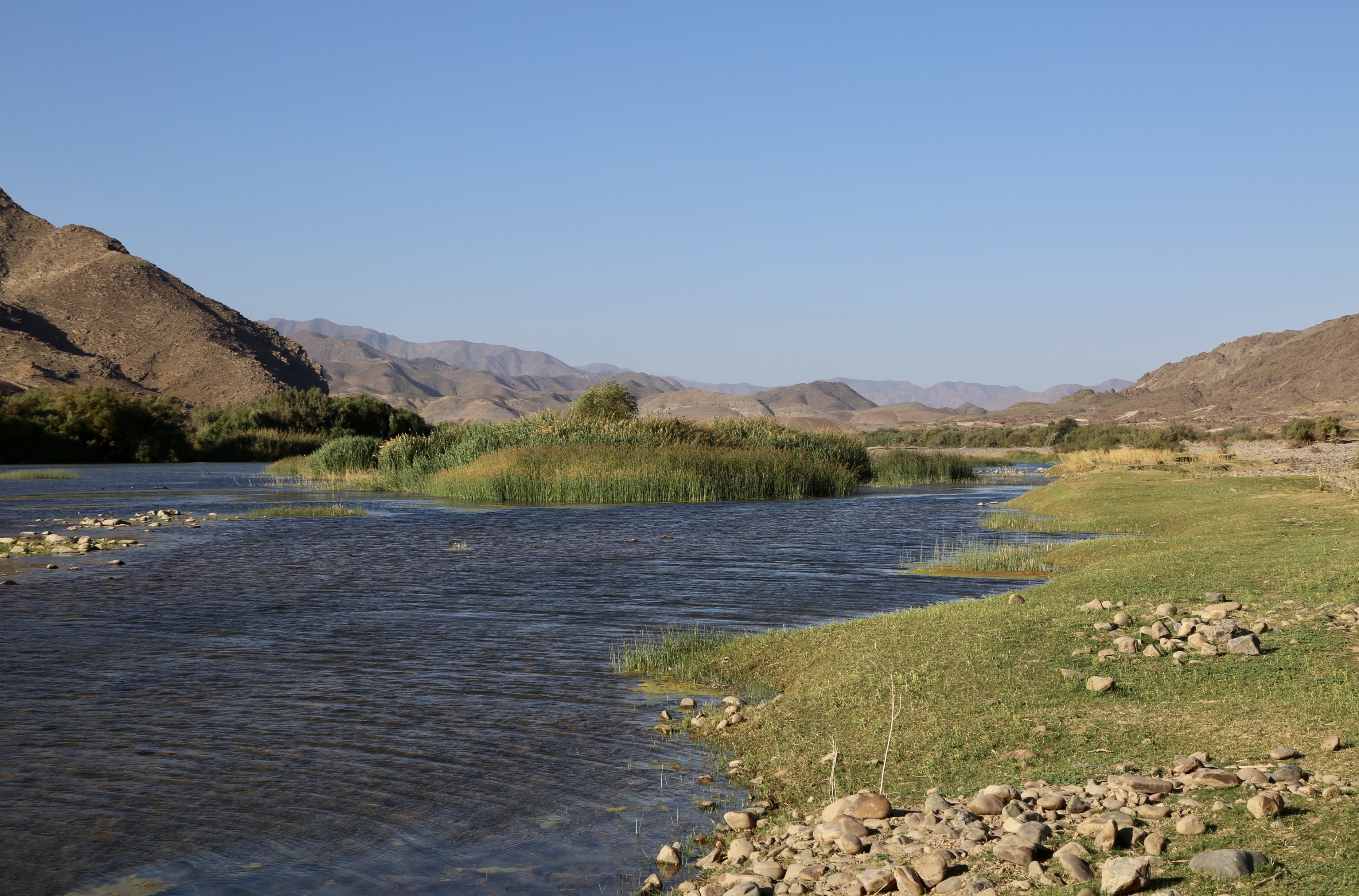
Flusslauf im ǀAi-ǀAis Richtersveld Transfrontier Park bei Sendelingsdrift
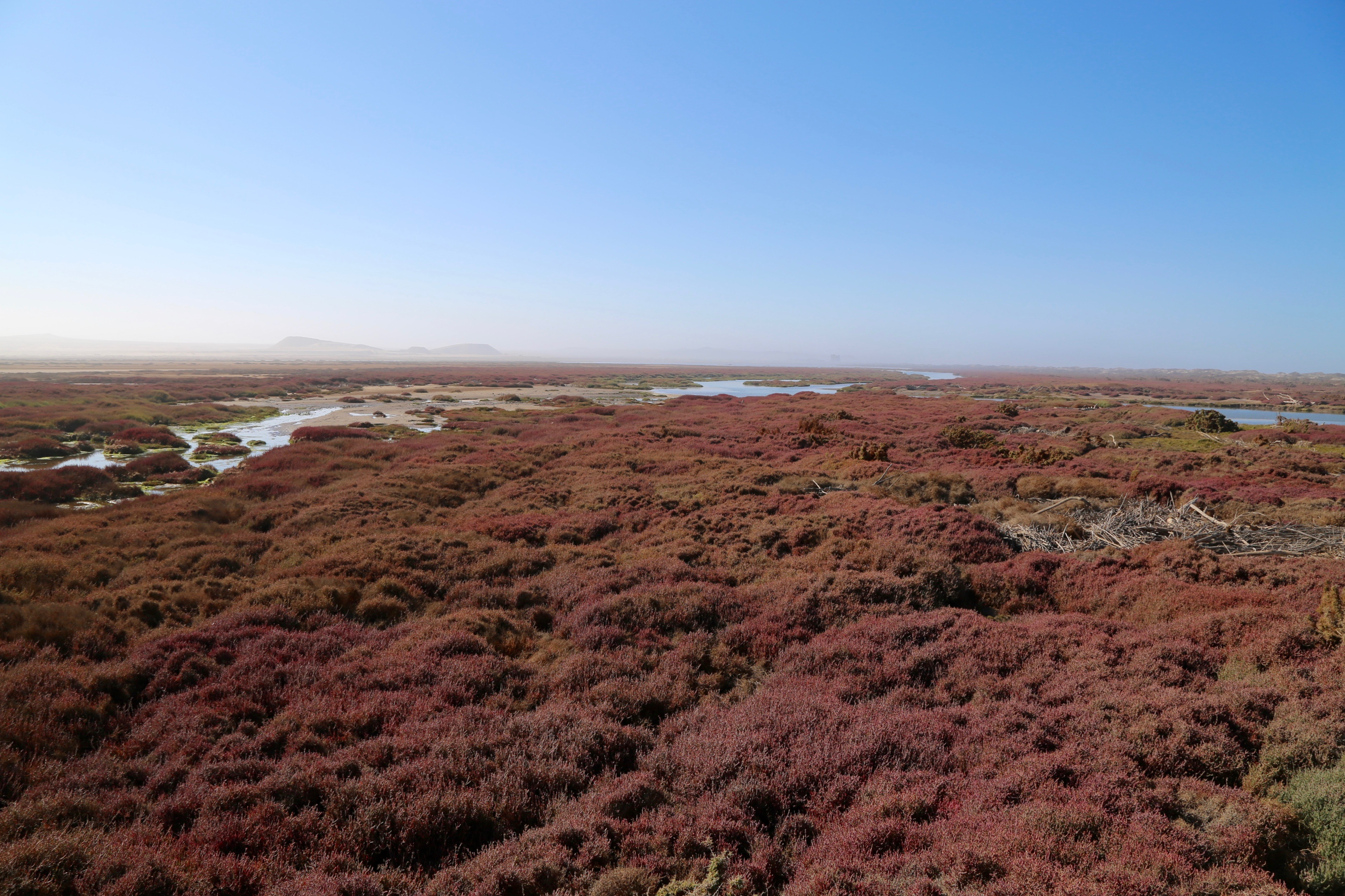
Bewuchs von Sarcocornia pillansii im Mündungsdelta bei Alexander Bay (Blick nach Namibia)